# Challenger de Rio Quente 2013
El torneo Rio Quente Resorts Tennis Classic 2013 es un torneo profesional de tenis. Pertenece al ATP Challenger Series 2013. Se disputó su 2ª edición sobre pistas duras, en Rio Quente, Brasil entre el 6 y el 12 de mayo de 2013.

## Jugadores participantes del cuadro de individuales

### Cabezas de serie
| País                      | Jugador           | Rank1 | Favorito |
| Bandera de Estados Unidos | Rajeev Ram        | 111   | 1        |
| Bandera de Argentina      | Guido Andreozzi   | 161   | 2        |
| Bandera de Brasil         | Guilherme Clezar  | 179   | 3        |
| Bandera de Brasil         | Thiago Alves      | 189   | 4        |
| Bandera de Australia      | James Duckworth   | 213   | 5        |
| Bandera de Brasil         | Leonardo Kirche   | 239   | 6        |
| Bandera de Brasil         | Marcelo Demoliner | 252   | 7        |
| Bandera de Brasil         | Fabiano de Paula  | 255   | 8        |
| ------------------------- | ----------------- | ----- | -------- |

- 1 Se ha tomado en cuenta el ranking del día 29 de abril de 2013.

### Otros participantes
Los siguientes jugadores recibieron una invitación (wild card), por lo tanto ingresan directamente al cuadro principal:
- Tiago Fernandes
- Wilson Leite
- Bruno Sant'anna
- Nicolas Santos

Los siguientes jugadores ingresan al cuadro principal tras disputar el cuadro clasificatorio:
- Ariel Behar
- Diego Matos
- Carlos Eduardo Severino
- Marcelo Tebet Filho

## Jugadores participantes en el cuadro de dobles

### Cabezas de serie
| País               | Jugador          | País                 | Jugador           | Rank1 | Favorito |
| Bandera de Brasil  | Fabiano de Paula | Bandera de Brasil    | Marcelo Demoliner | 252   | 1        |
| Bandera de Brasil  | André Ghem       | Bandera de Brasil    | Fabricio Neis     | 416   | 2        |
| Bandera de Brasil  | Guilherme Clezar | Bandera de Brasil    | Diego Matos       | 521   | 3        |
| ------------------ | ---------------- | -------------------- | ----------------- | ----- | -------- |
| Bandera de Uruguay | Ariel Behar      | Bandera de Argentina | Guillermo Durán   | 589   | 4        |

- 1 Se ha tomado en cuenta el ranking del día 29 de abril de 2013.

### Otros participantes
Los siguientes jugadores recibieron una invitación (wild card), por lo tanto ingresan directamente al cuadro principal:
- Charles Costa /  Marcos Vinicius Dias
- Eduardo Dischinger /  Tiago Fernandes
- Rodrigo Perri /  Fritz Wolmarans

## Campeones

### Individual Masculino
- Rajeev Ram derrotó en la final a  André Ghem, 4–6, 6–4, 6–3

### Dobles Masculino
- Fabiano de Paula /  Marcelo Demoliner derrotaron en la final a  Ricardo Hocevar /  Leonardo Kirche, 6–3, 6–4